# Pedicinus patas
Pedicinus patas är en insektsart som först beskrevs av Fahrenholz 1916.  Pedicinus patas ingår i släktet Pedicinus och familjen Pedicinidae. Inga underarter finns listade i Catalogue of Life.